# 羅號驅逐艦 (DD-24)
羅號驅逐艦（舷號DD-24）是一艘隸屬於美國海軍的驅逐艦，為保爾丁級驅逐艦的三號艦。她是美軍第一艘以羅為名的軍艦，以紀念美國內戰時美國海軍少將法蘭西斯·羅（Francis Asbury Roe）。
羅號在1909年於紐波特紐斯造船廠開始建造，在1909年下水，最後於1910年服役。接著羅號留在大西洋及墨西哥海域執勤。美國參與第一次世界大戰後，羅號被派往英國及法國海域，掩護協約國商船。戰後羅號在1919年退役，於1924年轉交美國海岸防衞隊服役，負責截查酒精走私。1930年羅號返回海軍，最後在1934年按照倫敦海軍條約除籍出售拆解。